# Порус
Порус (индијски Пуру) је био индијски краљ који је владао царством између река Хидасп и Ченап на просторима данашњег Пакистана (провинција Пенџаб). Његова престоница је била у близини данашњег града Лахора.
Поруса су описивали као импозантног краља.

## Порус и Александар Македонски
За разлику од сусједног краља Амбија (грчки: Omphius), који је потпомогао Александра, Порус је одлучио да се супротстави до тада невиђеном освајачу - Александру Великом. Дошло је до велике и тешке битке код Хидаспа коју је Порус изгубио, притом су пали и његови синови а он је био рањен. Порус је био ухваћен и приведен Александру. Легенда говори да је Александар био импресиран Порусовим достојанством у бици (за разлику од Дарија III који је побјегао са бојног поља код Гаугамела) и питао га како да поступају са њим као пораженим, на шта је Порус одговорио „Поступај са мном као краљем“. То је на Александра оставило још већи утисак и Порусу је вратио део царства. 
Порус је касније учествовао у даљнем освајању према истоку заједно са Александром. 
Након повратка Александра, Порус остаје још једно време везан уз Хеленистичко царство Александра Македонског.
Индијски извори говоре да је Поруса (Парвата) несретним случајем убио индијски владар Ракшаса. Грчки извори тврде да га је убио генерал македонске армије на том просторима, Еудемус Трачки, између 321. и 315. године п. н. е. 
Порусово царство је преузео његов син Малајкету.